# Kento Hashimoto
Kento Hashimoto (橋本 拳人 Hashimoto Kento?, Itabashi, Tokio, 16 de agosto de 1993) es un futbolista japonés que juega como centrocampista en el F. C. Tokyo de la J1 League.

## Trayectoria
El 9 de julio de 2020 se hizo oficial su fichaje por F. C. Rostov ruso, incorporándose al equipo después del partido que tenía que jugar el F. C. Tokyo el día 1 de ese mismo mes.
El 27 de marzo de 2022, tras el permiso de la FIFA de poder suspender los contratos de aquellos jugadores no rusos que jugaban en Rusia, regresó a su país para jugar en el Vissel Kobe hasta finales de junio. El 18 de julio de ese mismo año, al mantenerse esa normativa, firmó por la S. D. Huesca para la temporada 2022-23. Disputó 33 partidos y volvió a la entidad oscense el siguiente mes de septiembre con un contrato por dos años, hasta 2025.
Tras finalizar su primera temporada, el 3 de junio de 2024, decidió no continuar en la S. D. Huesca. Siguió jugando en España y en agosto se unió a la S. D. Eibar. En el conjunto armero estuvo media campaña, en la que disputó siete encuentros, y en enero de 2025 regresó al F. C. Tokyo.

## Selección nacional
En marzo de 2019 hizo su debut con la selección absoluta de Japón, habiendo disputado trece encuentros hasta la fecha.

## Clubes
| Club                      | País   | Año       |
| ------------------------- | ------ | --------- |
| F. C. Tokyo               | Japón  | 2012-2020 |
| Roasso Kumamoto (cedido)  | Japón  | 2013-2014 |
| J. League sub-22 (cedido) | Japón  | 2015      |
| F. C. Rostov              | Rusia  | 2020-2023 |
| Vissel Kobe (cedido)      | Japón  | 2022      |
| S. D. Huesca (cedido)     | España | 2022-2023 |
| S. D. Huesca              | España | 2023-2024 |
| S. D. Eibar               | España | 2024-2025 |
| F. C. Tokyo               | Japón  | 2025-     |

## Palmarés

### Títulos internacionales
| Título                                | Club (*)           | País  | Año  |
| ------------------------------------- | ------------------ | ----- | ---- |
| Campeonato de Fútbol de Asia Oriental | Selección de Japón | Japón | 2022 |

(*) Incluyendo la selección.